# Eddyville (Iowa)
Eddyville – miasto w Stanach Zjednoczonych, w stanie Iowa, nad rzeką Des Moines, w hrabstwach Wapello, Mahaska, Monroe. Zgodnie ze spisem statystycznym z 2000 roku, miasto liczyło 1064 mieszkańców.